# Pierre-Dominique Bazaine (1809-1893)
Pour les articles homonymes, voir Pierre-Dominique Bazaine (1786-1838), Bazaine et Famille Bazaine.
Pierre-Dominique Bazaine, né le 1er décembre 1809 à Versailles et mort le 2 février 1893 dans le 16e arrondissement de Paris, dit aussi Dominique Bazaine-Vasseur et parfois surnommé Adolphe, est un polytechnicien et ingénieur des ponts et chaussées français. Pionnier des chemins de fer, il a conçu et été l'ingénieur en chef des constructions du chemin de fer de Mulhouse à Thann (1839) et du chemin de fer de Strasbourg à Bâle (1841).
Il est par ailleurs le fils ainé du polytechnicien et ingénieur des ponts et chaussées Pierre-Dominique Bazaine (1786-1838), qui a effectué toute sa carrière dans l'Empire russe, notamment à Saint-Pétersbourg, dans le cadre d'un accord entre les empereurs Napoléon 1er et Alexandre 1er, et le frère du maréchal François Achille Bazaine.

## Biographie

### Famille et formation

#### Parents, frères et soeur
Dominique Bazaine Vasseur, est né le 1er décembre 1809 à Versailles en Seine-et-Oise. Sa mère est Marie Madeleine Josèphe Vasseur, qui a déjà une fille, Mélanie Vasseur, née en 1808. La fratrie va compter un troisième enfant, François Achille Bazaine,, né en 1811 également à Versailles. 
Ses parents ne sont pas mariés, le père des trois enfants est Pierre-Dominique Bazaine, polytechnicien et ingénieur des ponts et chaussées. Ce père que les enfants ne connaissent pas, quitte la France, en 1810, pour aller à Saint-Pétersbourg comme enseignant à l'Institut des ingénieurs en voies de communication. Le seul lien du père, avec la mère et ses trois enfants, est un envoi, plus ou moins régulier d'un peu d'argent. Pendant la campagne de Russie cet envoi s'arrête ce qui contraint Marie Madeleine Vasseur à s'occuper d'un commerce de lingerie. En 1835, les trois enfants rencontrent leur père qui revient en France en compagnie de sa femme, Stéphanie de Sénover, qu'il a épousée en Russie, et de leurs deux enfants. Comme la nouvelle famille ne connait pas l'existence de la précédente, les trois enfants doivent appeler leur père « oncle » et lorsque Marie Madeleine Vasseur écrit à son ancienne relation elle signe « Mélanie Vasseur » comme sa fille.

#### Famille
C'est à Londres qu'il épouse Georgina Elizabeth Hayter, la fille de George Hayter (peintre de la reine Victoria), le 21 mai 1832 à l'église anglicane St Marylebone. Les époux rejoignent ensuite Mulhouse. Ils ont ensuite cinq enfants, les quatre premiers naissent à Mulhouse : Pierre Georges Alexandre Paul (né en 1833), meurt à moins de deux mois ; Georgine Amélie (née en 1835), meurt à 18 ans ; Achille Georges (1840-1928) entre à Polytechnique (promotion 1860), ingénieur civil il n'a pas d'enfants ; Adolphe (1841-1935) polytechnicien également, promotion 1860 comme son frère aîné, officier d'artillerie a ensuite quatre enfants. Le dernier fils de Bazaine-Vasseur naît à Amiens en 1843, Albert (Georges Albert Bazaine-Hayter), général de division en 1899, et meurt le 30 janvier 1914 à Morcote (canton du Tessin en Suisse). L'épouse de ce dernier est inhumée au cimetière de Montmartre, avec deux filles du couple et Henri Hayter, frère de Georgine, aveugle de naissance, élève de Braille, qui fit remarquer à Braille « l'absence du W » dans son alphabet, Braille fit la correction,.
Pierre-Dominique Bazaine devient le beau-frère du polytechnicien, ingénieur et physicien Émile Clapeyron, lorsque celui-ci épouse sa sœur Mélanie Vasseur le 7 janvier 1834 à Paris,.

#### Formation
Pierre-Dominique Bazaine entre à l’École polytechnique en 1827, à sa sortie il intègre l’École nationale des ponts et chaussées,. 

### Carrière de l'ingénieur

#### Mulhouse, pionnier des chemins de fer
Nommé ingénieur d'arrondissement des ponts et chaussées à Altkirch, il s'installe à Mulhouse. Il devient, le 27 mars 1833, membre honoraire de la Société industrielle de Mulhouse. Ses deux premières communications concernent : « mes routes royales et départementales traversant l'arrondissement d'Altkirch », puis des « Considérations générales sur les routes ». En juin, il communique sur la question d'un « chemin de fer liant Strasbourg, Mulhouse et Bâle à la grande communication projetée du Havre à Marseille », et en décembre il présente l'ébauche d'un projet de chemin de fer entre Sarrebruck et Strasbourg qui, en permettant une diminution du prix du charbon de Sarrebruck sur le marché de Mulhouse, de l'ordre de 25%, lui permettrait de devenir compétitif face aux produits ayant pour origines Blanzy, Épinac et Ronchamp.
En 1836, Nicolas Koechlin confie à Pierre-Dominique Bazaine la tâche de faire des études pour un chemin de fer de Mulhouse à Thann. Il réalise l'avant-projet et le 15 février 1837, la commission d'enquête décide qu'il est d'utilité publique. La finalisation nécessite qu'il seconde pendant deux mois, à Paris, les démarches de Nicolas Koechlin. Puisque c'est un projet privé, il en profite pour aller voir son administration qui accepte à condition que cela soit sur le territoire de son département. Le 24 juin la ligne est autorisée par la chambre des députés, le 17 juillet la société est créée, et les travaux peuvent commencer. Le 1er septembre 1839 la ligne est inaugurée.

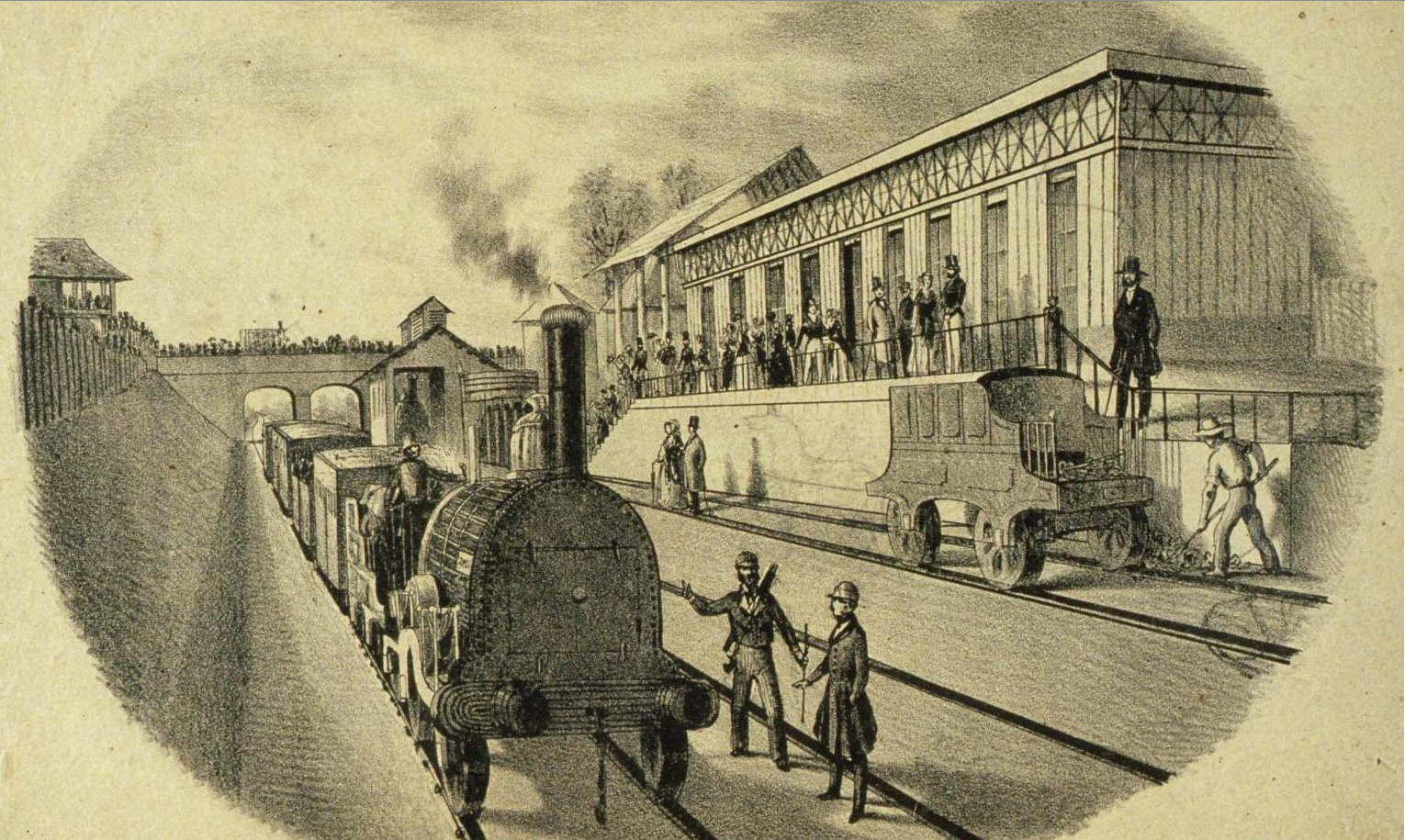
À Strasbourg, le débarcadère de Koenigshoffen lors de l'inauguration.

En parallèle avec la direction des travaux, Pierre-Dominique Bazaine, avec Paul-Romain Chaperon qui fut son camarade à Polytechnique, établit le projet de la ligne de Strasbourg à Bâle. Début octobre, la société présente, le résultat du travail des ingénieurs, au gouvernement pour faire la demande de concession. Accepté par le parlement la loi est publiée le 6 mars 1838. Le chantier débuté en septembre de la même année est rondement menée puisque l'inauguration a lieu solennellement les 19 et 20 septembre 1841, soit trois ans après le début des travaux. Pour Pierre-Dominique Bazaine, qui à 32 ans, c'est une consécration finalisée par la croix de chevalier de l'ordre national de la Légion d'honneur.
Après la fin des chantiers de construction de la ligne, Pierre-Dominique Bazaine, comme Paul-Romain Chaperon, a demandé à être remplacé. Néanmoins ils ont, tous les deux, accepté de diriger provisoirement le service d'exploitation jusqu'à la nomination de nouveaux responsables. C'est au mois de mars 1842 qu'ils peuvent partir après la nomination de leurs remplaçants : les ingénieurs Camille Polonceau et Henri Stucklé.

#### Ingénieur, autres lieux et activités
En 1842, Pierre-Dominique Bazaine quitte Mulhouse car il réintègre l'administration qui l'envoie à Amiens où, par un arrêté du ministre des travaux publics, il est nommé au poste d'ingénieur ordinaire, sous les ordres de l'ingénieur en chef Emmanuel-Napoléon Davaine, pour s'occuper de la deuxième section, la traversée du département de la Somme, de la ligne de Paris à la frontière de Belgique. Suivant la nouvelle découpe du territoire initiée par une ordonnance du 22 juin 1842. La Société industrielle de Mulhouse, sur proposition de son président Émile Dollfus, le nomme correspondant, il est déjà membre honoraire, lors de sa séance du 26 octobre 1842.
C'est à l'initiative de Charles Laffitte qu'il quitte le service de l'État pour débuter le 1er janvier 1845, comme ingénieur en chef de la nouvelle Compagnie du chemin de fer d'Amiens à Boulogne, une société anonyme. Après quelques mois il est convenu qu'il reste attaché au « chemin du Nord » jusqu'au 1er juillet, mais que sa nomination est définitivement acceptée avec l'autorisation du ministre des travaux publics. Pierre-Dominique Bazaine met en place l'organisation de la construction de la ligne : la partage en sections, embauche le personnel et ouvre des chantiers dans nombre de communes entre Amiens et Abbeville.
Le 31 décembre 1848, il retrouve le service de l'État, en étant chargé, en qualité d'ingénieur faisant fonctions d'ingénieur en chef, du service du canal de la Sauldre, en remplacement de Charles Auguste Machart. Il est prévu qu'il habite à Orléans.
Il est ingénieur ordinaire des ponts et chaussées de première classe chargé du service au canal de la Sauldre, lorsqu'il est nommé, le 26 juillet 1849, attaché comme secrétaire au conseil général des ponts et chaussées, section chemin de fer.
Pierre-Dominique Bazaine, est nommé professeur du cours de chemin de fer à l'École des ponts et chaussées le 19 septembre 1855.
Le 18 septembre 1855 il est mis en congé illimité, à sa demande, et autorisé à passer au service de la compagnie concessionnaire du chemin de fer de Paris à Lyon par le Bourbonnais. Néanmoins il conserve provisoirement son poste de professeur. Il travaille également à la construction des lignes : de Moret à Nevers et à Vichy, de Saint-Étienne à Montbrison et de Roanne à Lyon par Tarare. Puis il s'affaire à la reconstruction de l'ancien chemin de fer de Roanne à Saint-Étienne et à Lyon.
Il est promu officier de la Légion d’honneur en 1861.
Il est toujours professeur au début des années 1870 lorsque son frère Achille à des problèmes, du fait sa reddition avec toute son armée à Metz, l'incitent à « demander sa mise à la retraite du corps des ingénieurs de l'État ».
Par la suite, rejoint la Compagnie des chemins de fer des Charentes. On lui confie l'étude de la ligne Rochefort-Saintes-Angoulèmes, puis il en devient l'« ingénieur-conseil ».
Pierre-Dominique Bazaine meurt à Paris le 2 février 1893. Il est inhumé au cimetière Montparnasse (18e division).

## Autres engagements

### Saint-Simonien puis fourieriste
Pierre-Dominique Bazaine était en relations avec les socialistes utopiques Charles Fourier et Victor Considerant (son condisciple polytechnicien de la promotion 1826), qui, après l'échec de la tentative révolutionnaire de la journée du 13 juin 1849, se réfugia chez lui en attendant de pouvoir s'enfuir en Belgique.

### Soutien de son frère Achille Bazaine
En 1873, du fait des graves problèmes rencontrés par son frère Achille il donne sa démission du corps des ingénieurs de l'État pour rentrer dans la vie privée ; ses deux fils offrent également, à cette occasion leur démission, qui ne fut pas acceptée.

## Publications
- « Notice sur le tunnel de la Tamise », Annales des ponts et chaussées. Mémoires et documents relatifs à l'art des constructions et au service de l'ingénieur, 1re série, vol. 2,‎ 1833 2e semestre, p. 345-361 et planche XLIV (lire en ligne, consulté le 4 octobre 2018).
- avec Paul-Romain Chaperon, Chemins de fer d'Alsace : Leur description complète, tracé, terrassement, travaux d'art, voies en fer, stations de toutes classes, ateliers, matériel de locomotion (planches), Paris, Carilian-Goeury, 1844.
- « Wagon de deuxième classe du chemin de fer : de Paris à Lyon par le Bourbonnais », Portefeuille économique des machines, ..., no 7,‎ juillet 1860, p. 82-83 (Planche 20-30) (lire en ligne, consulté le 5 octobre 2018).
- « Viaduc biais métallique de Saint-Firmin », Nouvelles annales de la construction, no 136,‎ 1866, p. 50-51 (planches 15-16) (lire en ligne, consulté le 5 octobre 2018).
- « Le chemin de fer de Strasbourg à Bâle », Mémoires et compte-rendu des travaux de la société des ingénieurs civils, vol. 56,‎ 1891 2e semestre, p. 738-740 (lire en ligne, consulté le 4 octobre 2018).
- Chemin de fer de Strasbourg à Bâle : notes et documents, Paris, Imprimerie nouvelle (association ouvrière), 1892, 156 p. (lire en ligne).
- Cours de chemin de fer : entretien et exploitation : résumé des leçons. Ecole nationale des ponts et chaussées (Franca, 1856) Disponible en ligne sur LillOnum.

## Distinctions
- Ordre national de la Légion d'honneur :
  - 15 avril 1841 : chevalier[21] ;
  - 5 août 1861 : officier[21].
- Ordre de Léopold : chevalier[21].
- Ordre de Guadalupe : grand officier[21].

## Archives
- Pierre-Dominique Bazaine a laissé un Journal manuscrit, de sa période pionnière des chemins de fer (1831-1837), en trois volumes, conservé à la BnF sous la cote NAF 25622.